# Ultraleichtfluggelände Günching

i7
i11
i13
Das Ultraleichtfluggelände Günching ist ein Ultraleichtfluggelände im Ortsteil Günching der Stadt Velburg im Landkreis Neumarkt in der Oberpfalz in Bayern. Der Betreiber ist die Flugplatz Günching GmbH.

## Lage
Das Ultraleichtfluggelände liegt etwa 800 m nordwestlich von Günching und etwa 8 km nordwestlich von Velburg.

## Flugbetrieb
Das Ultraleichtfluggelände besitzt eine Betriebsgenehmigung für Ultraleichtflugzeuge und Luftsportgeräte (Hängegleiter). Es ist mit einer 430 m langen und 25 m breiten Start- und Landebahn aus Gras (Richtung 06/24) ausgestattet. Es wurde am 1. August 1997 genehmigt.

## Zwischenfälle
Am 21. Februar 2010 stürzte ein Ultraleichtflugzeug des Typs „Fascination“ zehn Minuten nach dem Start in ein etwa 300 Meter vom Ultraleichtfluggelände Günching gelegenes Waldstück ab. Der 53-jährige Eigentümer des Flugzeugs und sein 55-jähriger Passagier starben.
Am 10. Juli 2016 stürzte ein 57-jähriger Deutscher aus dem Landkreis Neumarkt mit seinem motorisierten Hängegleiter ab. Der Pilot wurde schwer verletzt. Am Hängegleiter entstand ein Totalschaden.